# Menhir des Demoiselles

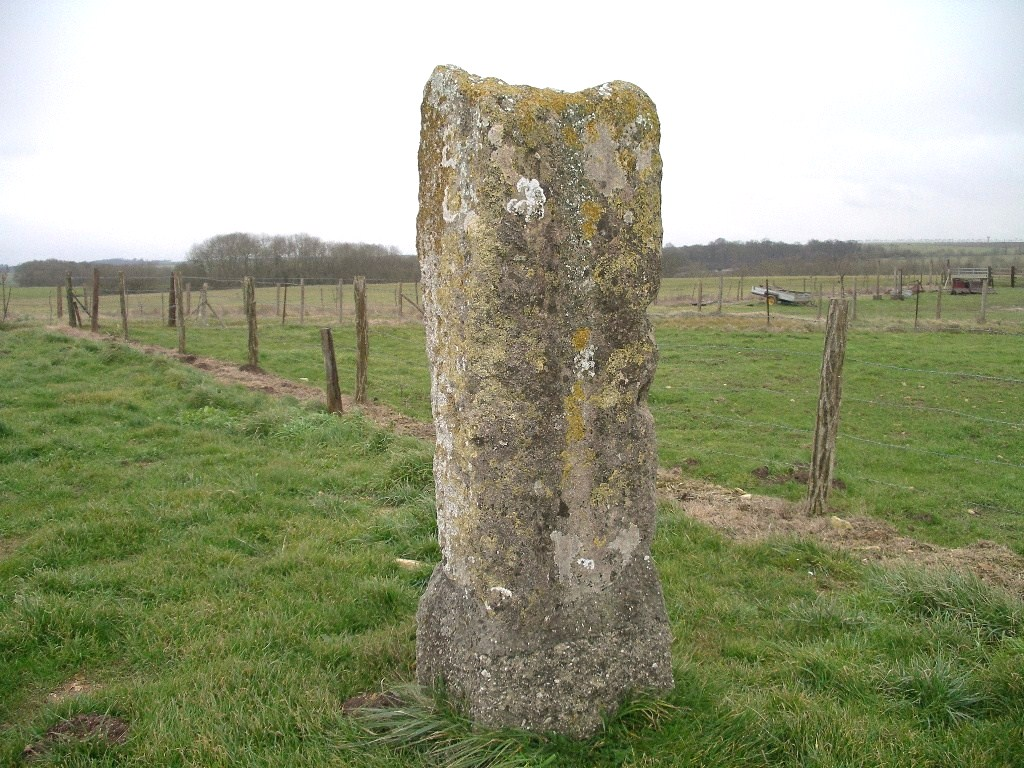
Menhir des Demoiselles

Der Menhir des Demoiselles (auch Pierre Debout oder Menhir la Pierre genannt) steht in Colombiers-sur-Seulles im Département Calvados in der Normandie in Frankreich.
Der knapp über 2,0 Meter hohe Menhir steht auf einer kleinen Wiese östlich des Dorfes an einer alten Römerstraße in der Nähe zum Kalvarienberg. Es ist eine quadratische Säule mit mehreren Löchern und Eintiefungen. Er wurde 1845 zerbrochen und ist heute auf einem Betonpfosten montiert. 
Im Jahr 1902 schrieb der Prähistoriker Leon Ticking: „Die Mädchen auf einer Pilgerfahrt zur ‚Notre-Dame de la Délivrande‘ (im 10 km entfernten Douvres-la-Délivrande) klettern auf den Stein, um mit einem Satz auf den Boden zu springen, nachdem sie auf der Spitze des Monolithen einige Münzen deponiert hatten, in der Hoffnung, im selben einen Mann zu finden. Der Menhir wurde wegen der großen Zahl der Pilgerinnen, die ihn bestiegen, zerbrochen.“ Auf dem Menhir ist ein wahrscheinlich nicht historisches Schälchen zu sehen. 
Der Stein ist sehr regelmäßig, und seine Lage an einer Römerstraße deutet darauf hin, dass es kein echter Menhir ist. Entlang dieser alten Straße stehen mehrere menhirartige Meilensteine.
Der Menhir des Demoiselles wurde 1889 als Monument historique eingestuft. Die Gegend um den Menhir wurde 1914 als archäologische Stätte geschützt. Mehrere merowingische Gräber wurden in der Nähe entdeckt.
Etwa 900 m östlich liegt der Tumulus von Colombiers-sur-Seulles.